# Pamonha
Pamonha é um quitute brasileiro proveniente da culinária indígena, comum em diversos estados do país, com os da regiões Sudeste (Minas Gerais e São Paulo), Nordeste e ainda em Goiás, Mato Grosso, Paraná, Rondônia e Tocantins.
A cidade de Piracicaba, no interior de São Paulo, é famosa por suas pamonhas. Foi nela que surgiu a ideia de se vender pamonhas no "carro da pamonha" e foi onde surgiu o famoso bordão do usado em todo o país: "Pamonhas fresquinhas, pamonhas caseiras. É o puro creme do milho verde".

## Etimologia
O nome "pamonha" vem da palavra tupi pa'muñã, que significa "pegajoso".
No livro O dialeto caipira, de Amadeu Amaral, há referência tanto à pamonha como ao curau.
Popularmente, no Brasil, chama-se de "pamonha" alguém que é preguiçoso, lento ou palerma.

## Preparo
A pamonha brasileira é preparada, de forma genérica, com milho verde ralado. Essa massa resultante é misturada com leite (ou leite de coco), sal e manteiga, obtendo-se uma mistura salgada, mais comum à Região Centro-Oeste do Brasil. Para uma variação doce da massa, usa-se açucar no lugar do sal e pode-se adicionar canela ou erva-doce. A massa é colocada em tubos feitos com a própria casca do milho ou com folha de bananeira, atados nas extremidades. As pamonhas são submetidas a cozimento até que alcance uma consistência firme e macia. 
Em algumas regiões, como no estado de Goiás, a palha de milho é prendida por uma liga elástica de látex. A liga é geralmente de cor amarela, verde ou rosa, as quais são usadas para diferenciar o sabor da pamonha.
Os recheios variam com a região no país e o tipo de pamonha. No Centro-Oeste brasileiro, as pamonhas salgadas (ou pamonhas de sal) são comumente recheadas com carnes, queijos ou embutidos como linguiças, enquanto a pamonha de doce, costuma levar queijo minas como recheio. No Nordeste brasileiro, a pamonha é preparada com leite de coco. Em outras regiões, pode ser um bolo de milho que depois de pronto é embrulhado em folhas de bananeira, e ao ser servido, é dissolvido em água e açúcar, recebendo o nome de garapa de pamonha.

## Variações em outros países
Diversos países da América do Sul e do Norte possuem pratos semelhantes à pamonha. Estudos apontam que isso se dá pela origem mexicana do milho, comprovadamente um cereal da região mesoamericana. A maior diferença em alguns países é o uso de massa de fubá ao invés do milho ralado, o que comumente caracteriza o resultado como um prato mais semelhante a uma tamal. Vários outros países das américas possuem tamales. Outro fator relevante é a diferenciação pelo uso de uma variedade de recheios dependendo da região.

### México
A variação mexicana mais semelhante à pamonha é chamada de uchepo. Semelhante à pamonha brasileira, a base é feita com o preparo de um milho ralado ou moído. Essa mistura é combinada com banha ou gordura vegetal, dando uma consistência grossa à massa. Algumas receitas mexicanas adicionam fermento em pó ou batem a mistura no liquidificador para obter um resultado mais macio. Tradicional da culinária mexicana, a pimenta chili também é ocasionalmente adicionada à receita. Recheios doces ou salgados são comuns em várias regiões. Para cozimento, são geralmente embrulhadas em cascas de milho ou folhas de bananeira dependendo da região, antes de serem cozidas no vapor até ficarem firmes. Outra variação é a tamale ou tamal, porém essas são preparadas com fubá pré-processado ao invés de milho moído.

### Venezuela
Na Venezuela um prato semelhante é a hallaca, conhecida em outros países de lingua espanhola como a tamale venezuelana. É considerada um dos pratos nacionais da Venezuela. Embora seja típica da época do Natal, pode ser servida em qualquer época do ano. No passado, ela era preparada de forma caseira semelhante ao modo brasileiro, com milho moído. Mas atualmente, fora das regiões mais rurais, a hallaca é comumente feita como uma massa de fubá processada de forma industrial, sendo temperada com frango ou caldo de galinha e recheada com carne bovina, suína ou frango. Em cidades costeiras também é possível encontrar recheios à base de peixes. As hallacas são embrulhadas de forma retangular semelhante à brasileira e também são cozidas na água, sendo mais comum a utilização de folhas de bananeira para envelopar a mistura. Outros locais onde o nome hallaca também é comum são Curaçao, Aruba, Bonaire, Ilhas Canárias, Porto Rico, Espanha, Colômbia (principalmente no norte) e Equador devido à migração venezuelana na última década. 

### Peru
Humita é uma variação típica do Peru e de outros países como Argentina, Equador e Chile, também sendo chamada de huminta na Bolívia. É a variação mais semelhante à brasileira no preparo da massa, sendo ela feita com milho fresco moído em canjica e envelopado em casca, comumente cozida no vapor ou na água. Os quitutes são geralmente preparados com sal e queijo fresco em sua versão salgada, ou com açúcar, canela e passas para um recheio doce. Uma das primeiras referências ao quitute no Peru foi escrita por Inca Garcilaso de la Vega em sua obra "Comentários Reais dos Incas" publicada em Lisboa em 1609. Ao falar sobre a huminta, ele descreve suas próprias memórias de consumo sobre o tempo em que viveu no Peru, entre 1539 e 1560. Disto pode-se deduzir que a humita já era preparada no Peru nessa época.

## Pamonhas de Piracicaba
As pamonhas tornaram-se famosas na cidade de Piracicaba, onde se encontra grande produção desse alimento e se tornaram Patrimônio Cultural Imaterial.

## Galeria de imagens

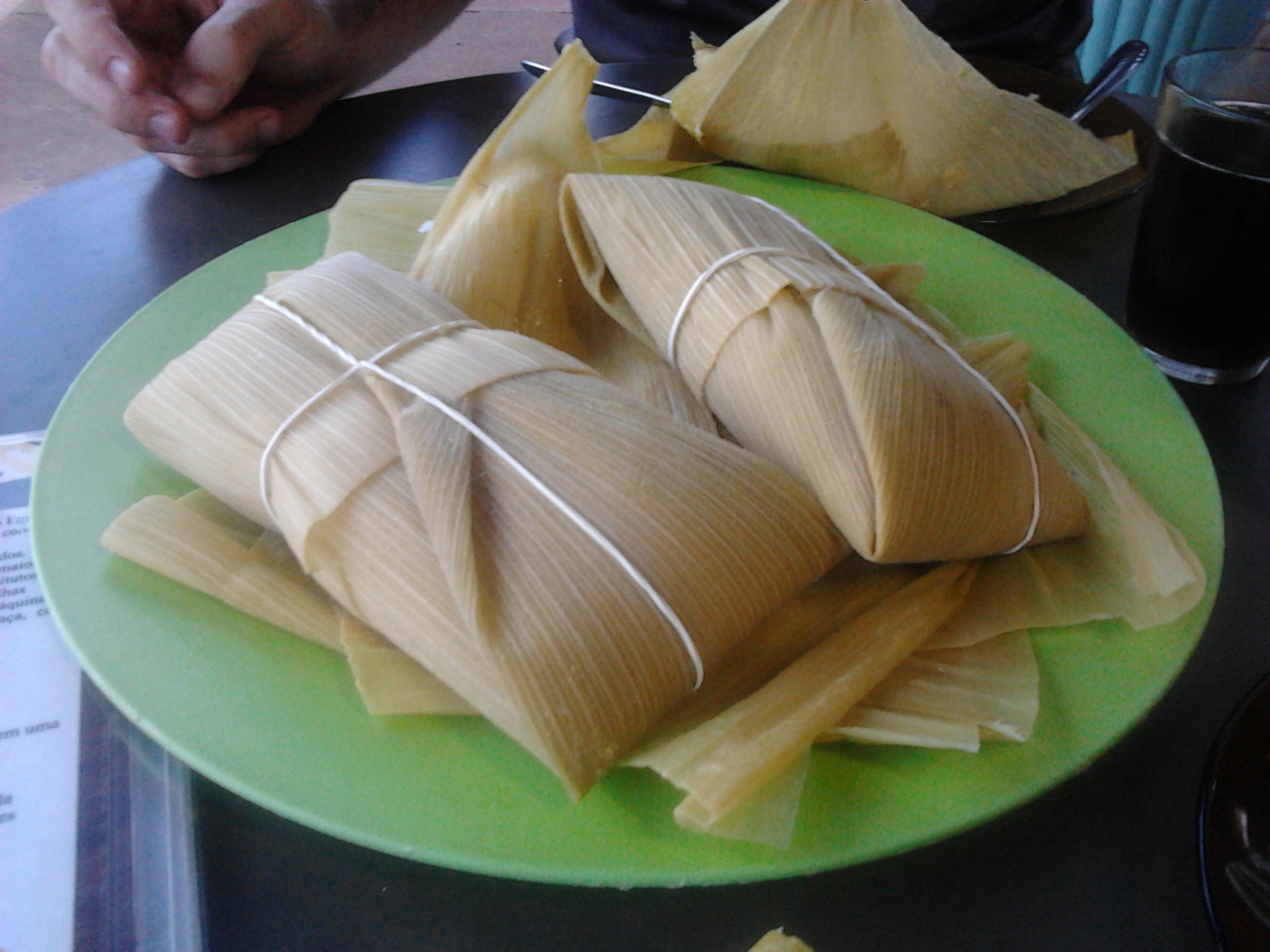
Pamonhas embrulhadas
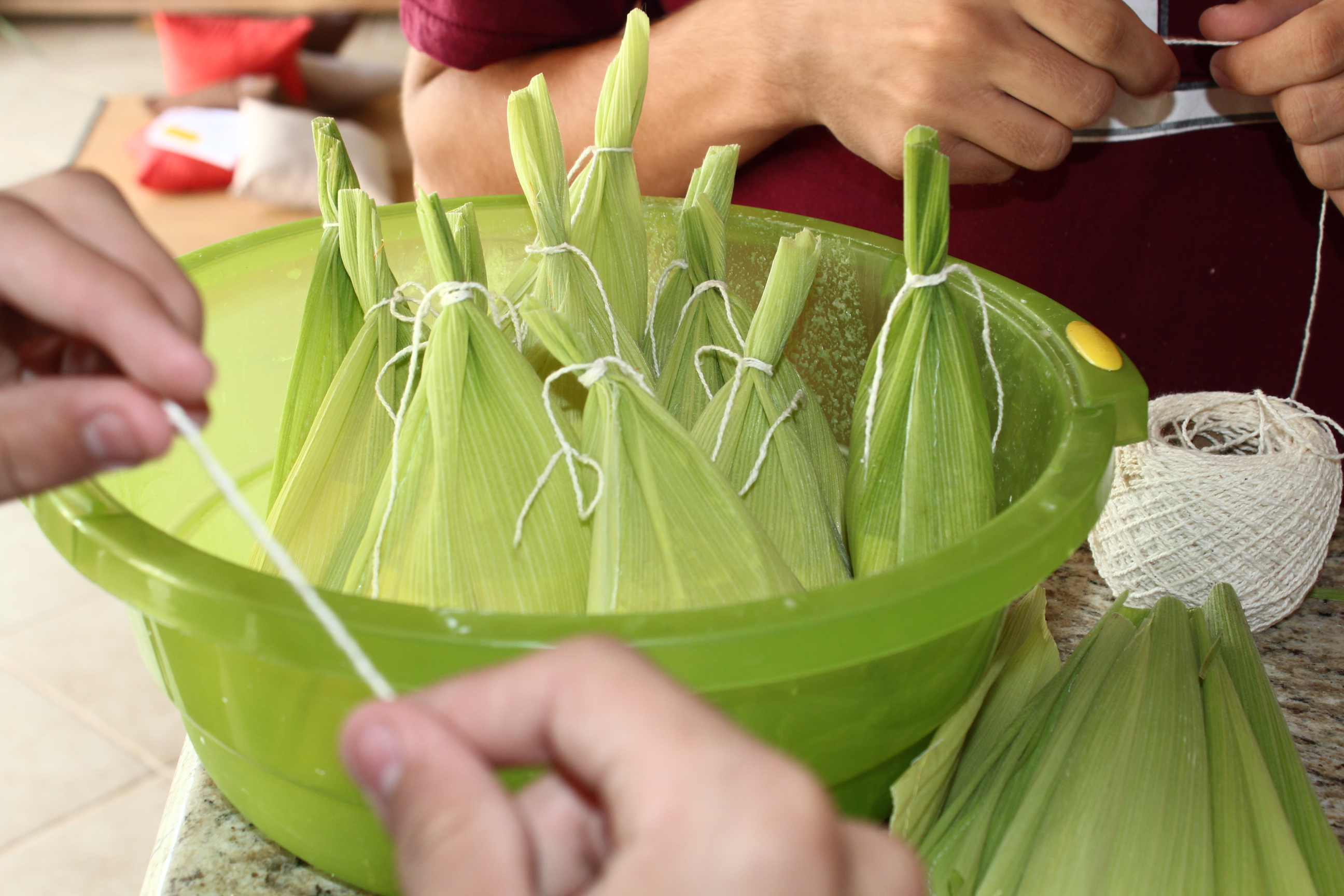
Produção familiar de pamonha
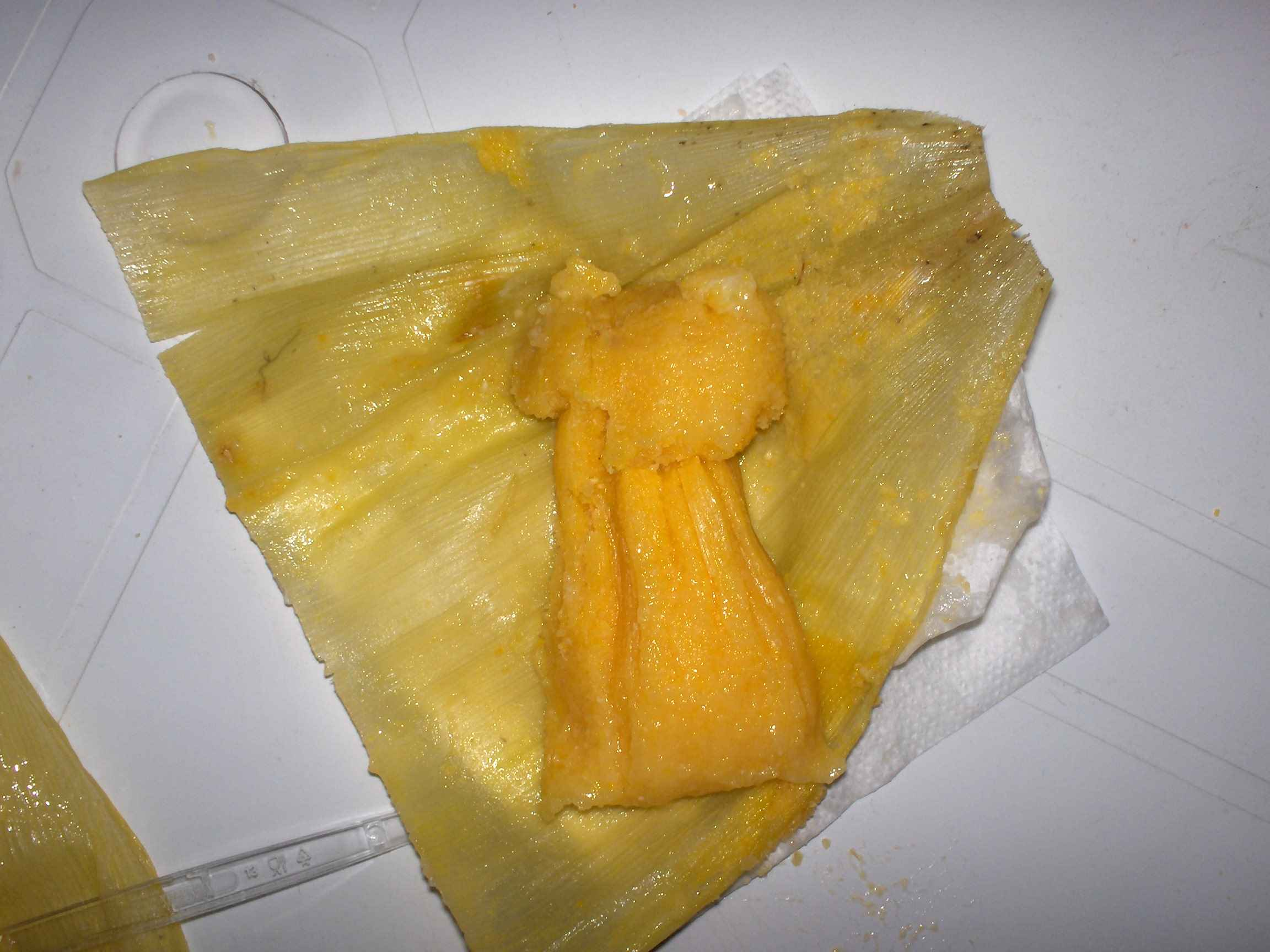
Embalagem de pamonha aberta